# Moto sportive
Une moto sportive désigne une catégorie de moto se distinguant visuellement du reste de la production par un carénage et une position de conduite vers l'avant facilitant l'aérodynamisme et généralement un style rappelant la compétition.
Les termes « supersport » ou « hypersport » désignent des types de motos sportives.

## Description
Ces motos, conçues pour un usage ludique routier, sont issues d'un compromis entre, coût de production (et donc de vente), déplacement simple et capacité d'être rapide d'un point à un autre. Elles sont équipées pour cela de pièces légères, de moteurs développant une puissance au litre de cylindrée importante, d'un cadre rigide, de freins performants, de suspensions adéquates et d'un carénage favorisant la pénétration dans l'air.
A cylindrée égale, elles demandent une maintenance plus rapprochée que les motos routières pures.
S'inspirant de modèles de compétition, les motos sportives sont homologuées pour un usage routier (rétroviseurs, normes anti-pollution, feux, clignotants et plaque d'immatriculation).

### Enjeux économiques
Ces motos sont les vitrines du savoir-faire sportif et technologique des constructeurs.
Elles font la renommée de marques japonaises et européennes qui se livrent à une concurrence commerciale et technologique.
Ces motos sont relativement chères à l'achat (image jeune et sportive valorisante), à l'entretien (remplacement fréquent de pièces) et à assurer (leur propension à la vitesse étant accidentogène).

### Règlementation française
En 1984, la règlementation française limite la puissance des motos autorisées à circuler sur route à 100 ch (73,6 kW avec une tolérance de ±6 %). Depuis le 1er janvier 2016 (l'annonce par le gouvernement date de novembre 2015, mais le décret ne sera publié au Journal officiel que le 14 avril 2016), la puissance n'est plus limitée à 73,6 kW, ce qui met fin à une spécificité française. Bon nombre de machines sportives se retrouvent bridées pour le marché français, perdant ainsi parfois jusqu'à 50 % de la puissance nominale constructeur.
Le débridage des véhicules déjà en circulation avant cette date reste en suspens pendant deux ans (2014-2016), puis il est conditionné au fait que les motos bridées à 100 ch, déjà immatriculées au 1er janvier 2016, ne pourront retrouver leur puissance nominale qu'à condition d'avoir été équipées en première monte d'un système anti-blocage des roues (ABS). L'augmentation de puissance est subordonnée à ce que le constructeur permette de rendre la moto entièrement conforme à un type ayant fait l'objet d'une réception d'agrément de prototype. La modification nécessite une modification du certificat d'immatriculation.
Le permis A2 limite la conduite à des motos de moins de 35 kW. Aussi, certains constructeurs n'hésitent pas à brider leurs modèles afin de les rendre accessibles à de jeunes conducteurs (par exemple avec le permis A1 ou A2), cette démarche étant purement commerciale au détriment de l'apport technologique vanté et du risque encouru lié au manque d'expérience de la clientèle visée (67 % des motocyclistes accidentés ont moins de cinq ans de permis, 20 % ont moins d'un an).

### Exemples
- Aprilia RSV 1000.
- Ducati Superbike.
- Honda CBR (1100, 1000, 900, 600, 125), RC45, VTR.
- Kawasaki Stinger ou ZX-10R (Ninja 1000).
- Suzuki GSX-R.
- Yamaha YZF (-R1, -R7, -R6).
- BMW S 1000 RR.
- MV Agusta F4.
- Cagiva Mito 125 et 525 SP.
- KTM RC 390, RC 200, RC 125 et RC8 R.

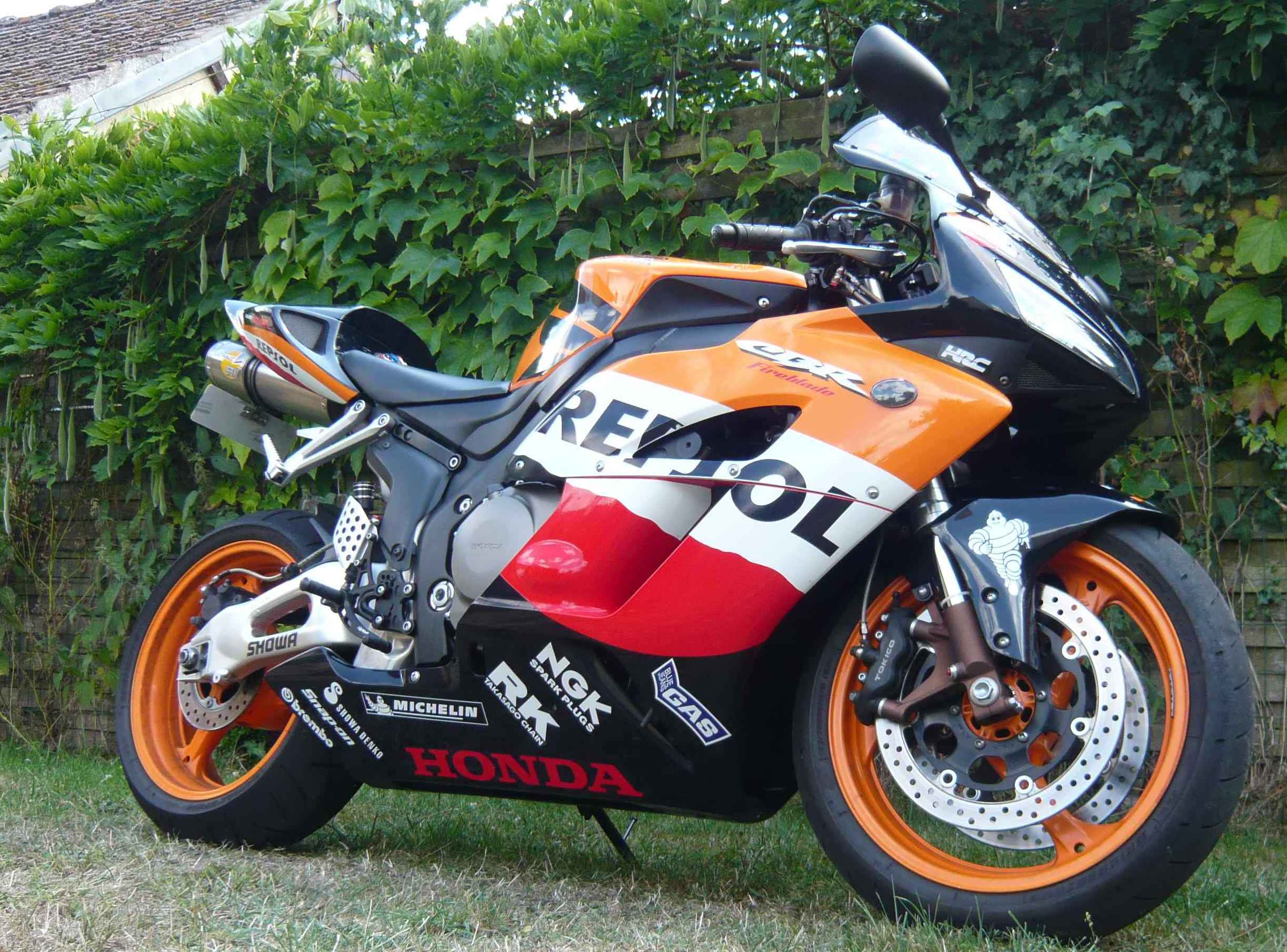
Un exemple de moto sportive, la Honda CBR1000RR Fireblade réplica Repsol.
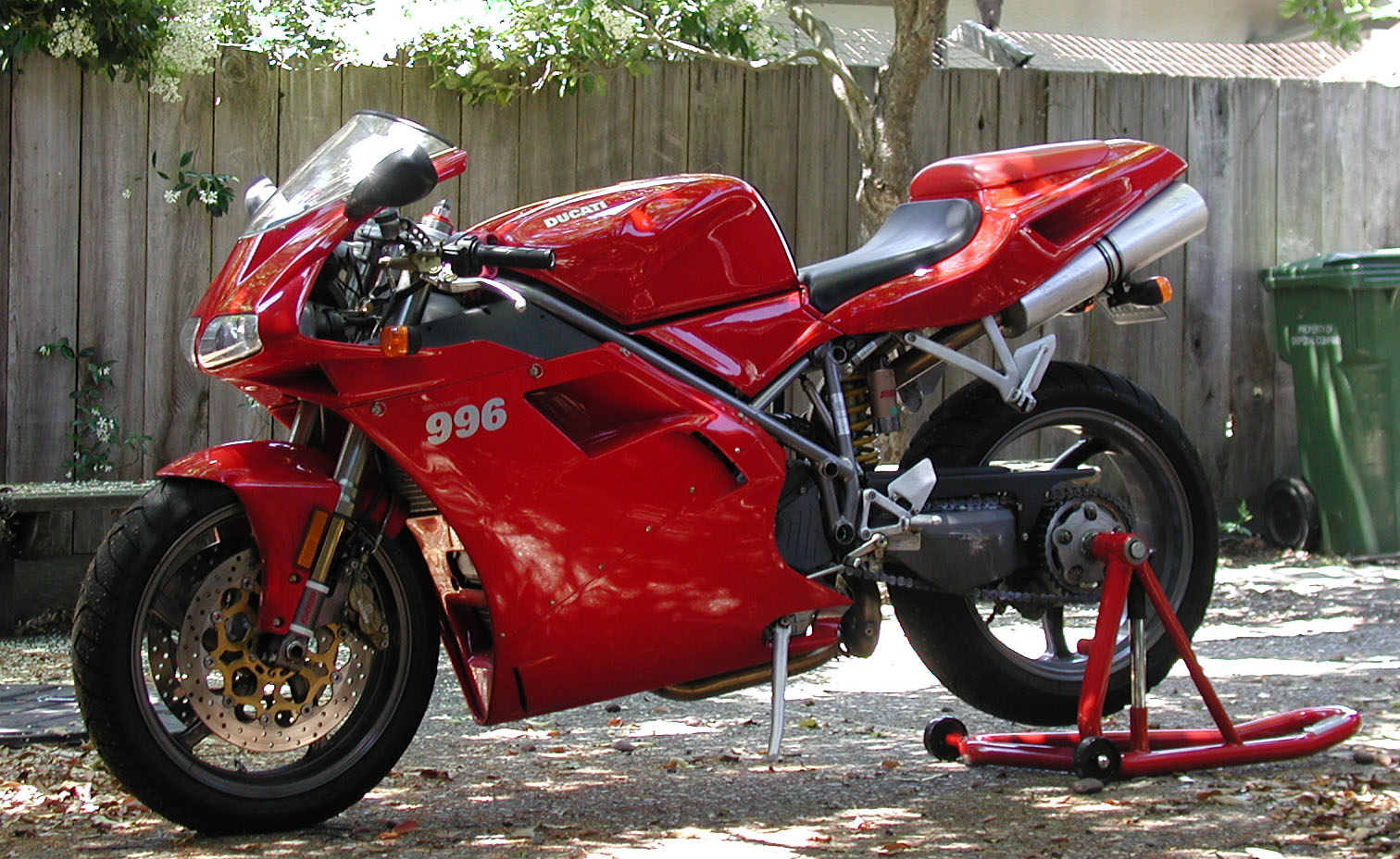
Ducati 996 année 2000.
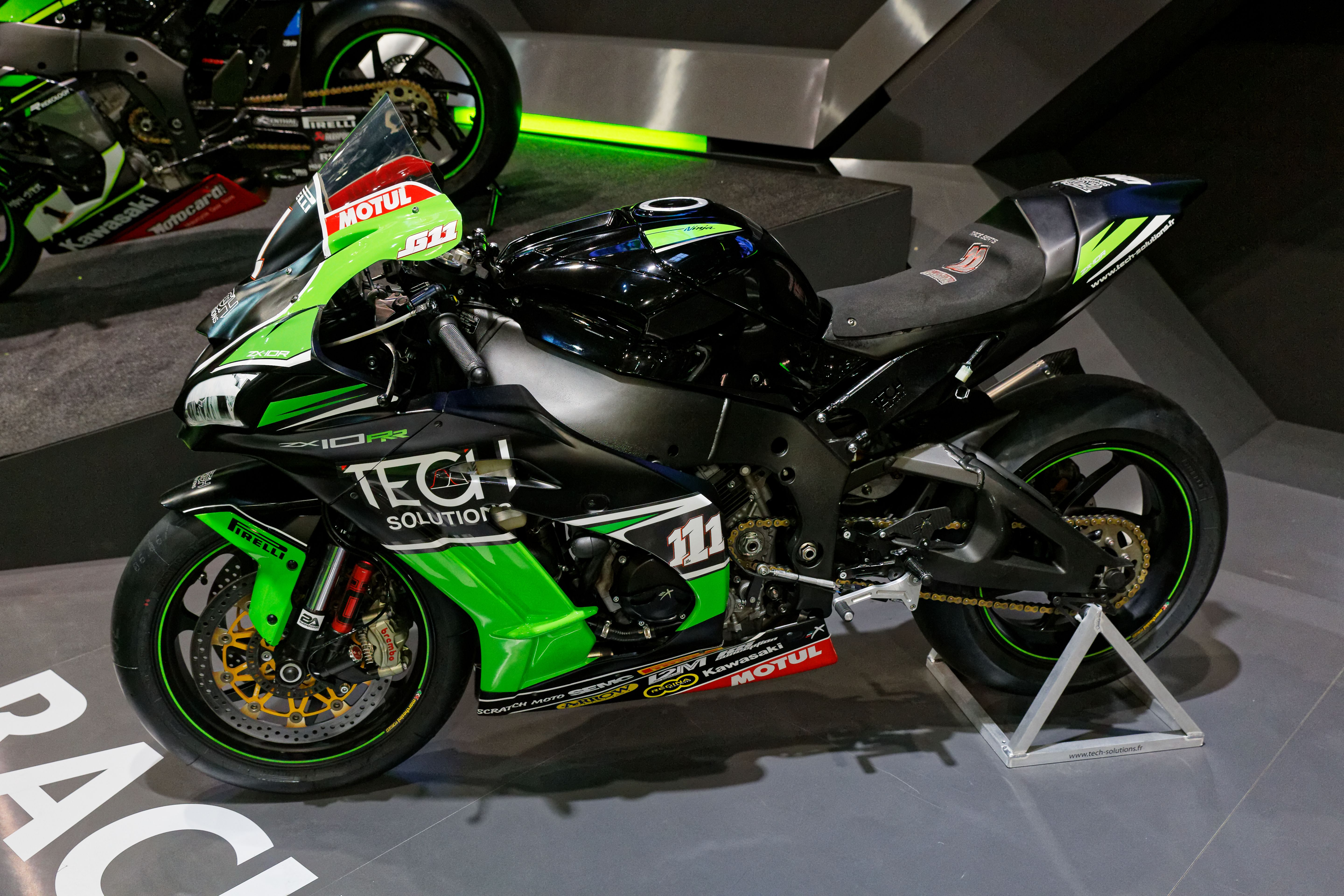
Kawasaki Ninja ZX-10R 2018.
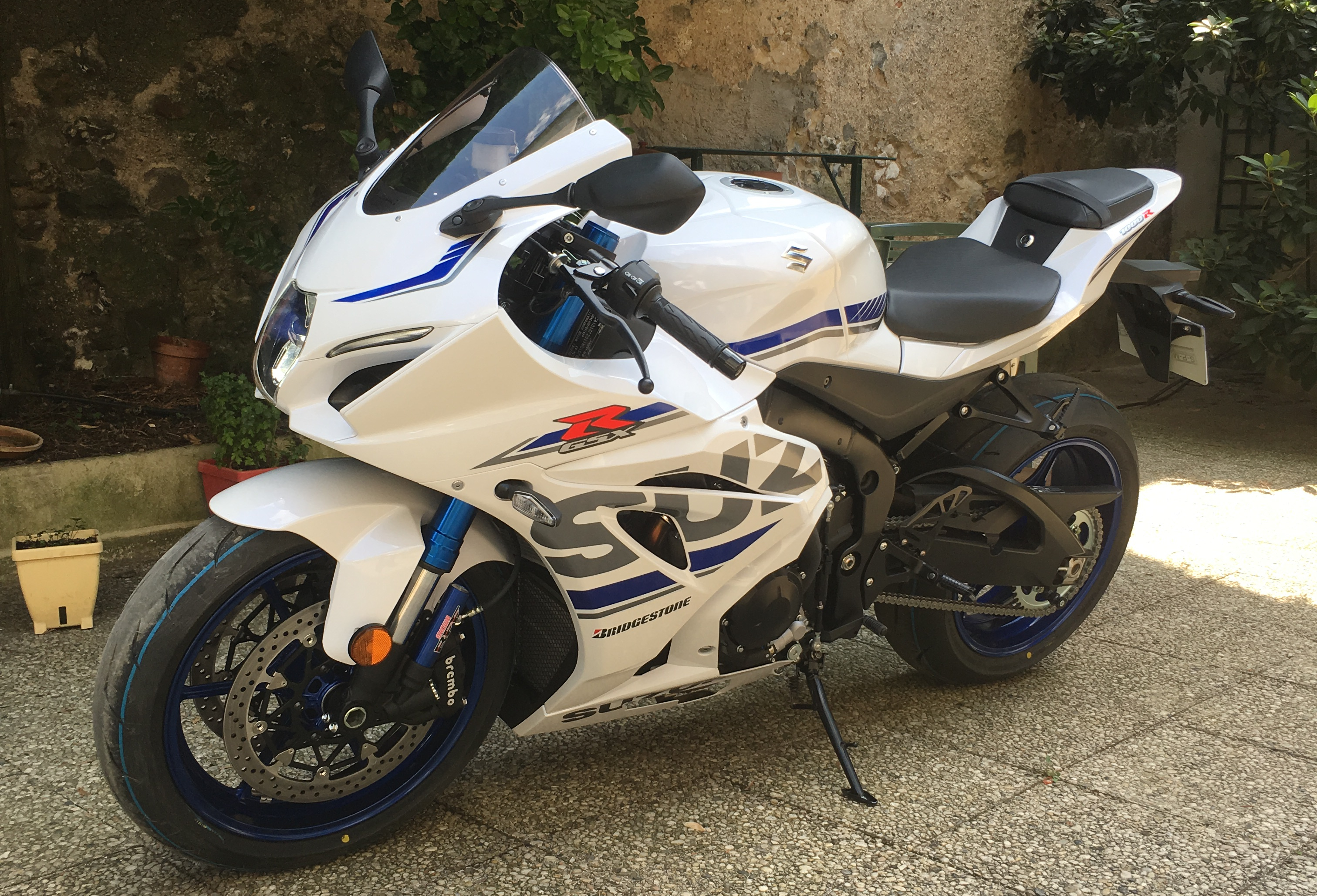
Suzuki GSX-R 1000 R 2018 en livrée blanche.

## Déclinaisons

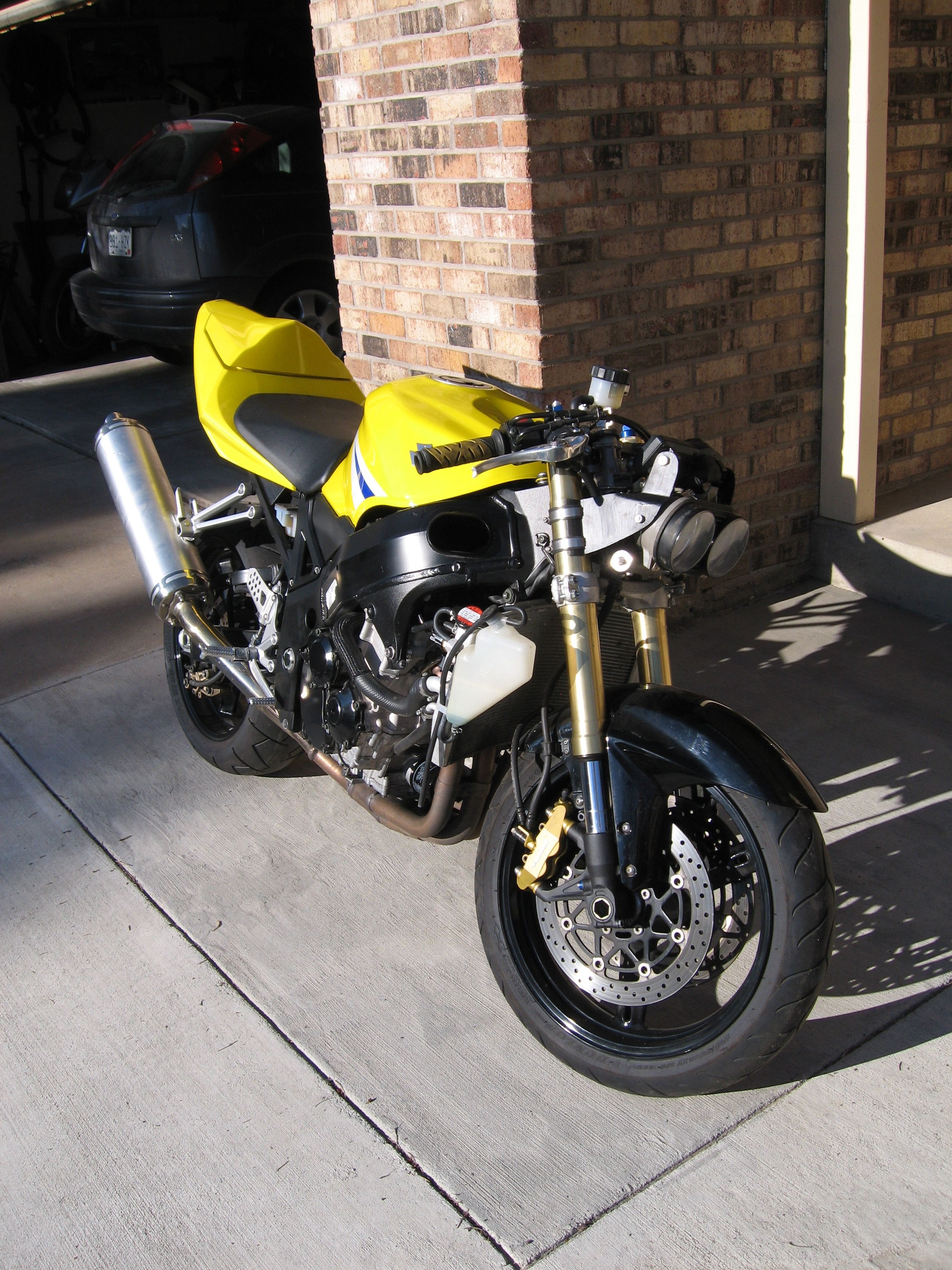
Un exemple de street sur une base de Suzuki GSX-R.

Les streetbikes sont des motos sportives modifiées par leur propriétaire, en vue de les rendre esthétiquement plus agressives ou présentables à la suite d'un accident.
Les modifications apportées sont de plusieurs natures :
- le carénage est enlevé ;
- la tête de fourche ainsi que l'optique avant sont remplacées ;
- l'ajout d'écopes.

Les sportives ayant subi de lourds dommages, à la suite d'une chute par exemple, nécessitant un changement du carénage (dont le cout s'élève parfois à plusieurs milliers d'euros), sont parfois transformées en streetbike.
Les anciens modèles de sportives, possédant des carénages relativement carrés, sont également la cible de ces modifications, afin de leur apporter un aspect résolument plus moderne.
Rendu populaire par les motards européens, ce type de moto gagne en popularité à travers le monde.